# 田辺稔
田辺 稔（たなべ みのる）は、静岡第一テレビ元アナウンサー。現在はDaiichi-TV VRC（ビデオリポータークラブ）事務局長。

## 出演

### イベント
- 2014年6月22日 - 8月20日：「ウルトラマン 創世紀展」[1]